# 1754 год в науке
В 1754 году произошли различные научные и технологические события, некоторые из которых представлены ниже.

## События
- Вышел в свет труд Исаака Ньютона «Историческое прослеживание двух заметных искажений Священного Писания».
- Чешский священник Прокоп Дивиш создал первый в мире заземлённый громоотвод.

## Родились
- 15 марта — Арчибальд Мензис, британский (шотландский) биолог, ботаник, врач, хирург.
- 6 мая — Вильям Кок, новатор сельского хозяйства, практик-экспериментатор.
- 4 июня — Франц фон Цах, немецкий астроном венгерского происхождения.
- 21 августа — Уильям Мёрдок, британский механик и изобретатель.
- 26 сентября — Жозеф Луи Пруст, французский химик.

## Скончались
- 9 апреля — Христиан фон Вольф, немецкий учёный-энциклопедист, философ, юрист и математик.
- 15 апреля — Якопо Франческо Риккати, итальянский математик и механик.
- 27 ноября — Абрахам де Муавр, английский математик французского происхождения.